# 泰丁敦公園
泰丁敦公園（英語：Teddington Park）是加拿大安大略省多倫多的一個社區。該社區西接央街，東接灣景路（Bayview Avenue），南接斯諾登道（Snowden Road），北接己連艾高道（Glen Echo Road）及玫瑰谷哥爾夫球會（Rosedale Golf Club）。該社區的發展發生在1930年代及前後，在此之前此地為農田。
該社區主要是住宅區（主要是富人的住宅），除了玫瑰谷哥爾夫球會外，央街沿線只有一小部分零售企業。

## 運輸
泰丁敦公園由央街與401號公路相連，車程約5至10分鐘。
己連艾高徑（Glen Echo Drive）是該地區的主要街道。快樂山道（Mount Pleasant Road）和央街亦為該地區的主要道路。

### 己連艾高
直到1947年，己連艾高道（Glen Echo Road）是北央街鐵路（North Yonge Railways）徑向線的終點站。由1892年至1930年，它由Metropolitan line提供服務。終點站有一個大型航站樓結構，汽車穀倉和貨運棚位於己連艾高道（Glen Echo Road）的西北部。 在徑向線結束後，該站點成為多倫多公車局（TTC）的Glen Echo Loop，服務於央街北（North Yonge）巴士（1948-1956），後來被59號北央街巴士線（59 North Yonge，1956-1977）及目前的97號央街巴士線（97 Yonge，1977 年至今）取代 。1970 年代後期，巴士環路不再使用（1976年至1977年拆除了終點站），汽車穀倉成為經銷商和北約克鎮市場；它們被拆除（1985-1987），該地點目前被一家Loblaws超市佔據。
地鐵央街－大學線在泰丁敦公園的西部邊界運行。社區內部沒有地鐵站，但社區附近有地鐵約妙斯站及羅倫斯站。

## 著名人物
- 威廉·麥克杜格爾（William McDougall）即於此出生並擁有位於彼得·羅倫斯（Peter Lawrence）及雅各·羅倫斯（Jacob Lawrence）的農場以北的羅倫斯夾央街（東北側）地區的土地。[3]

## 外部連結
- City of Toronto - Bridle Path-Sunnybrook-York Mills neighbourhood profile （页面存档备份，存于）
- City of Toronto - Lawrence Park North neighbourhood profile （页面存档备份，存于）

43°44′03″N 79°24′03″W / 43.734184°N 79.400962°W